# Hemilepistus nodosus
Hemilepistus nodosus är en kräftdjursart som beskrevs av Gustav Budde-Lund 1885. Hemilepistus nodosus ingår i släktet Hemilepistus och familjen Trachelipodidae. Inga underarter finns listade i Catalogue of Life.